# Maelys Mpomé
Maelys Mpomé (* 23. Februar 2003 in  Champigny-sur-Marne) ist eine französische Fußballspielerin. Zumeist wird sie als Innenverteidigerin eingesetzt.

## Karriere

### Verein
Maelys Mpomé begann ihre Fußballlaufbahn mit sieben Jahren bei VGA Saint-Maur, einem Sportverein mit viel Tradition im Frauenfußball der unweit ihrer Geburtsstadt Champigny-sur-Marne beheimatet ist. Dort sollte sie zehn Jahre verbringen und debütierte am 16. September 2018, im Alter von 15 Jahren, am dritten Spieltag der Division 2 Féminine, in der ersten Mannschaft. In jener Saison brachte es Mpomé auf drei Einsätze im A-Kader und 2019/20 folgten sechs weitere. Im Sommer 2020 wagte sie den Schritt zum Erstligisten HSC Montpellier zu wechseln, wo sie am 17. Oktober dieses Jahres in einem Spiel gegen Reims ihr Debüt feierte. Im Laufe ihrer ersten Saison im französischen Profifußball brachte es die junge Innenverteidigerin auf fünf Einsätze in der Meisterschaft sowie einem im Pokal. Im Folgejahr konnte sich Mpomé an der Seite von Maëlle Lakrar schließlich in die Stammmannschaft spielen, stand bei 17 Liga- und zwei Pokalbegegnungen auf dem Platz und erzielte am achten Spieltag der Meisterschaft gegen Issy ihr erstes Tor. Ihr Klub beendete die Saison auf Rang fünf. In der Saison 2022/23 bekam sie mit der neuverpflichteten Luna Gevitz Konkurrenz auf der Innenverteidigerposition, kam aber dennoch auf 20 Ligaeinsätze und zwei Tore, wenngleich sie nur die Hälfte der Male in der Startformation stand und oft eingewechselt wurde. Im Pokalbewerb erreichte sie mit Montpellier das Achtelfinale, während die Meisterschaft erneut auf Rang fünf beendet werden konnte.

### Nationalmannschaft
Mpomé feierte am 23. März 2019, im Zuge der Qualifikation für die EM 2019 ihr Debüt in der französischen U17-Nationalmannschaft, ihr Team scheiterte in der Eliterunde und konnte somit nicht an der Endrunde teilnehmen. Im April dieses Jahres gewann Mpomé mit der U16 das Turnier von Montaigu. Im September 2019 kam Maelys Mpomé bei allen drei Spielen der Qualifikation zur U17-EM 2020 zum Einsatz und erzielte dabei gegen Belarus ihr erstes Tor. Die Elite- sowie Endrunde wurde später jedoch aufgrund der COVID-19-Pandemie abgesagt. Im September 2021 feierte sie ihr Debüt für die U19 Frankreichs und konnte sich für die Endrunde der EM 2022 qualifizieren, nahm jedoch an dieser nicht teil. Schon im November 2021 hatte sie mit der U20 an der Costa Daurada Trophy teilgenommen. Am 5. Oktober 2022 spielte Maelys Mpomé erstmals für die U23-Nationalmannschaft.

## Erfolge
- Turnier von Montaigu: 2019 (mit der U16 Frankreichs)